# Лебедев, Евгений Викторович (политик)
Евге́ний Ви́кторович Ле́бедев (род. 12 декабря 1957, Бор, Горьковская область) — российский политик, председатель Законодательного собрания Нижегородской области с 31 марта 2011 года по 29 октября 2020 года.
Из-за поддержки российско-украинской войны находится под санкциями 27 стран ЕС, Великобритании, США, Канады, Швейцарии, Австралии, Японии, Украины, Новой Зеландии.

## Биография
С 1975 года работал слесарем механо-сборочных работ на Борском стеклозаводе им. Горького. В 1976—1978 годах проходил срочную службу в Вооружённых силах СССР.
В 1978—2002 годах работал на Борском стекольном заводе водителем, товароведом, с 1982 года занимал руководящие должности (заместитель, затем начальник отдела снабжения; заместитель директора по коммерческим вопросам, заместитель генерального директора по маркетингу и коммерции). Одновременно в 1985 году окончил экономический факультет Горьковского государственного университета им. Н. И. Лобачевского по специальности «Планирование промышленности», в 1997 году — Нижегородский институт менеджмента и бизнеса с присуждением степени магистра управления
С мая 2002 года — генеральный директор АО «Совфрахт-НН».
В 2005—2006 годах — заместитель председателя городской Думы города Бор Нижегородской области.
С 2006 года — депутат Законодательного собрания Нижегородской области (по одномандатному округу № 23):
- в 4-м созыве (2006—2011) — заместитель председателя комитета по экономике и промышленности;
- в 5-м и 6-м созывах (2011—2020) — председатель Законодательного Собрания .

Возглавляет Ассоциацию представительных органов муниципальных районов и городских округов в Нижегородской области при Законодательном Собрании Нижегородской области.

## Международные санкции
Из-за поддержки российской агрессии и нарушения территориальной целостности Украины во время российско-украинской войны находится под персональными международными санкциями разных стран.
23 февраля 2022 года внесён в санкционные списки стран Евросоюза за действия и политику, которые подрывают территориальную целостность, суверенитет и независимость Украины и еще больше дестабилизируют Украину.
24 февраля 2022 года включён в санкционный список Канады «близких соратников режима» за голосование о признании независимости «так называемых республик в Донецке и Луганске».
24 марта 2022 года, на фоне вторжения России на Украину, включён в санкционный список США за «соучастие в войне Путина» и «поддержку усилий Кремля по вторжению в Украину». Госдеп США заявил, что депутаты Госдумы используют свои полномочия для преследования инакомыслящих и политических оппонентов, нарушают свободу информации, ограничивают права человека и основные свободы граждан России.
По аналогичным причинам с 11 марта 2022 года находится под санкциями Великобритании. С 25 февраля 2022 года находится под санкциями Швейцарии, с 26 февраля 2022 года — под санкциями Австралии, с 12 апреля 2022 года — под санкциями Японии. Указом президента Украины Владимира Зеленского от 7 сентября 2022 наложены санкции Украины. С 3 мая 2022 года находится под санкциями Новой Зеландии.

## Награды
- Медаль ордена «За заслуги перед Отечеством» II степени (2021)
- медаль «300 лет Российскому флоту»
- Благодарность Министра транспорта Российской Федерации
- Почётный гражданин Нижегородской области
- Почётные грамоты Нижегородской области, Государственной Думы, Совета Федерации Федерального Собрания Российской Федерации, Федеральной службы судебных приставов
- медаль «Совет Федерации. 20 лет»
- почётный знак Законодательного Собрания Нижегородской области «За заслуги»
- Благодарственное письмо Правительства Нижегородской области
- медаль «290 лет Прокуратуре России»
- нагрудный знак «20 лет Государственной службе занятости населения»
- нагрудный знак «95 лет ОФДТ МВД России»
- медаль Российского фонда мира «За миротворческую и благотворительную деятельность»
- медаль Ордена святого равноапостольного князя Владимира Русской Православной Церкви
- победитель Российского конкурса «Менеджер года — 2005» в номинации «Транспорт» и конкурса «Менеджер года — 2005» по Нижегородской области
- лауреат Всероссийской общественно-патриотической акции «Есть такая профессия — Родину защищать»[1].